# Kabinette der Bundesminister (Österreich)
Als Kabinette der Bundesminister (auch politische Kabinette oder Ministerbüros) werden in Österreich die engsten Mitarbeiter eines Bundesministers bezeichnet.

## Funktion
Ministerkabinette unterstützen die politische Steuerung der Bundesministerien. Die Kabinettsmitarbeiter interagieren im Auftrag der Politik mit den verschiedenen Ebenen der Verwaltung.
Ministerkabinette sind organisatorisch dem jeweiligen Bundesminister unmittelbar untergeordnet. Sie bestehen aus Fachreferenten, administrativem Personal und einem Kabinettschef, der die Leitungsfunktion im Ministerkabinett einnimmt.

## Rechtliche Grundlage
Die österreichischen Bundesminister können „sonstige organisatorische Einrichtungen“ in Form von Abteilungen oder Gruppen schaffen, die sie bei ihren Geschäften und Entscheidungen unterstützen (§ 7 Abs. 3 BMG). Dazu zählen die Ministerkabinette, die somit nicht zu den regulären Sektionen und Abteilungen der österreichischen Verwaltung zählen (§ 7 Abs. 1 BMG). In der Linienorganisation eines Ministeriums steht ein Ministerkabinett als Stabstelle hierarchisch nicht über den Sektionen, formal können Kabinettsmitarbeiter somit keine Weisungen erteilen. Durch ihr Naheverhältnis zum jeweiligen Minister werden Aussagen von Kabinettsmitarbeitern in der Praxis jedoch häufig als Anweisungen des Ministers interpretiert.
Im Gegensatz zu regulären Mitarbeitern im Bundesdienst wird die Anstellung von Mitarbeitern eines Ministerkabinetts nicht vom Ausschreibungsgesetz erfasst (§ 25 Z 1 AusG). Der Grund dafür liegt im Vertrauensverhältnis zwischen Ministerkabinett und Bundesminister. Für die Anstellung von Kabinettsmitarbeitern müssen grundsätzlich Sonderverträge nach § 36 VBG abgeschlossen werden. Häufig werden Mitarbeiter eines Ministerkabinetts jedoch über Arbeitsleihverträge mit externen Organisationen angestellt. So waren z. B. im Jahr 2014 16 von 17 Mitarbeiter des Kabinetts von Reinhold Mitterlehner über Arbeitsleihverträge beschäftigt, im Kabinett von Elisabeth Köstinger arbeiteten 2018 sieben von zwölf Mitarbeitern auf der Basis von Arbeitsleihverträgen.

## Realpolitische Bedeutung
Ministerkabinetten wird in Österreich große politische Bedeutung zugesprochen. Politische Entscheidungen werden häufig in den Ministerkabinetten vorbereitet. Ministerkabinette, insbesondere die Kabinettschefs, gelten neben den Generalsekretären als wichtigste politische Rollen innerhalb der Bundesministerien.
Die Größe der Ministerkabinette sowie deren Bedeutung haben in Österreich in den letzten Jahren stark zugenommen. Im Jahr 2015 waren 45 % der Sektionschefs davor in einem Ministerkabinett tätig, 1975 lag dieser Wert noch bei 16 %. Die Tätigkeit in einem österreichischen Ministerbüro gilt auch als Karrieresprungbrett für dessen Mitarbeiter. Zwischen 2014 und 2017 wechselten 32 Kabinettsmitarbeiter in die Führungspositionen im staatlichen oder staatsnahen Bereich.

## Kritik
Die zunehmende Größe der Ministerkabinette und die dadurch entstehenden Kosten werden in Österreich regelmäßig kritisiert. Auch die Anstellung von Kabinettsmitarbeitern über Arbeitsleihverträge, die außerhalb des Gehaltsschemas der Bundesverwaltung liegen, wird kritisiert.
Im Fokus der Kritik steht häufig der wachsende Einfluss der Ministerbüros auf die Verwaltung, insbesondere durch die Übernahme von Führungspositionen durch Kabinettsmitarbeiter:

„Da es für Kabinettstätigkeiten keine Qualifikationsanforderungen gibt […], die Kabinettsarbeit selbst aber oft als Qualifikation für höhere Weihen in der Ministerialbürokratie behandelt wird, gibt es regen Personalabfluss aus den Kabinetten in führende Verwaltungsjobs.“

Die dadurch entstehende „politisierte Verwaltung“ wird im österreichischen polit-medialen Diskurs immer wieder als zunehmendes Problem wahrgenommen. Auch bei der Diskussion zu Postenschacher in Österreich wird die Rolle von Ministerkabinetten laufend kritisiert.